# Virgilio Noè
Virgilio Noè (Zelata di Bereguardo, 30 maart 1922 – Rome, 24 juli 2011) was een Italiaans geestelijke en kardinaal van de Katholieke Kerk.
Noè werd op 11 oktober 1944 priester gewijd en werkte daarna als pastoor in Pavia, waar hij een jeugdbeweging begon, die vooral was gericht op participatie van jongeren in de liturgie. In 1948 werd hij naar Rome gestuurd, waar hij aan de Pauselijke Gregoriaanse Universiteit promoveerde op een onderzoek naar de religieuze politiek van de Longobarden.
Noè werd vervolgens docent kerkgeschiedenis aan de seminaries van Pavia en Tortona. Ook was hij voorzitter van de diocesane commissie voor de liturgie. In 1964 keerde hij terug naar Rome, om er secretaris te worden van de Liturgische Commissie van de Italiaanse bisschoppenconferentie. Tegelijk was hij als hoogleraar Gewijde Kunst verbonden aan het Liturgisch Instituut San Anselmo. In 1969 werd hij ondersecretaris bij de Congregatie voor de Goddelijke Eredienst en de Regeling van de Sacramenten. Hij zou tot 1991 aan de Congregatie verbonden blijven. Hij was – vanuit zijn functie – ook een aantal jaren pauselijk ceremoniemeester. In die hoedanigheid was hij verantwoordelijk voor alle ceremoniële en liturgusche aspecten van de conclaven van augustus en oktober 1978.
Op 30 januari 1982 benoemde paus Johannes Paulus II Noè tot titulair aartsbisschop van Voncaria. In 1989 werd hij benoemd tot coadjutor van de aartspriester van de Sint-Pietersbasiliek; tegelijkertijd werd hij gedelegeerde bij de kerkfabriek van Sint Pieter. In 1991 werd hij zelf aartspriester en president van de Kerkfabriek, alsmede vicaris-generaal van Vaticaanstad. In datzelfde jaar werd hij in het consistorie van 28 juni kardinaal gecreëerd met de rang van kardinaal-diaken. Zijn titeldiakonie werd de San Giovanni Bosco in via Tuscolana. In 2002 kreeg hij de rang van kardinaal-priester. Zijn titelkerk werd de Regina Apostolorum.
Noè ging op 24 april 2002 met emeritaat. Bij het conclaaf van 2005 was hij niet meer kiesgerechtigd.
- Bibliothèque nationale de France: cb13517347t (data)
- Gemeinsame Normdatei: 1056393769
- International Standard Name Identifier: 0000 0001 0861 6764
- Library of Congress Control Number: n97051244
- Nationale Bibliotheek van Polen: a0000003665179
- Nederlandse Thesaurus van Auteursnamen: 108434133
- Istituto Centrale per il Catalogo Unico: CFIV008594
- Système universitaire de documentation: 035650990
- Virtual International Authority File: 167550
- WorldCat: E39PBJxGPJ68kGRMxbVJWQDKBP